# 西南鼠耳蝠
西南鼠耳蝠（学名：Myotis altarium）为蝙蝠科鼠耳蝠属的动物，是中国的特有物种。分布于江西、贵州、安徽、四川等地，主要栖息于岩洞。该物种的模式产地在四川峨眉山。